# .223口径Wylde弹

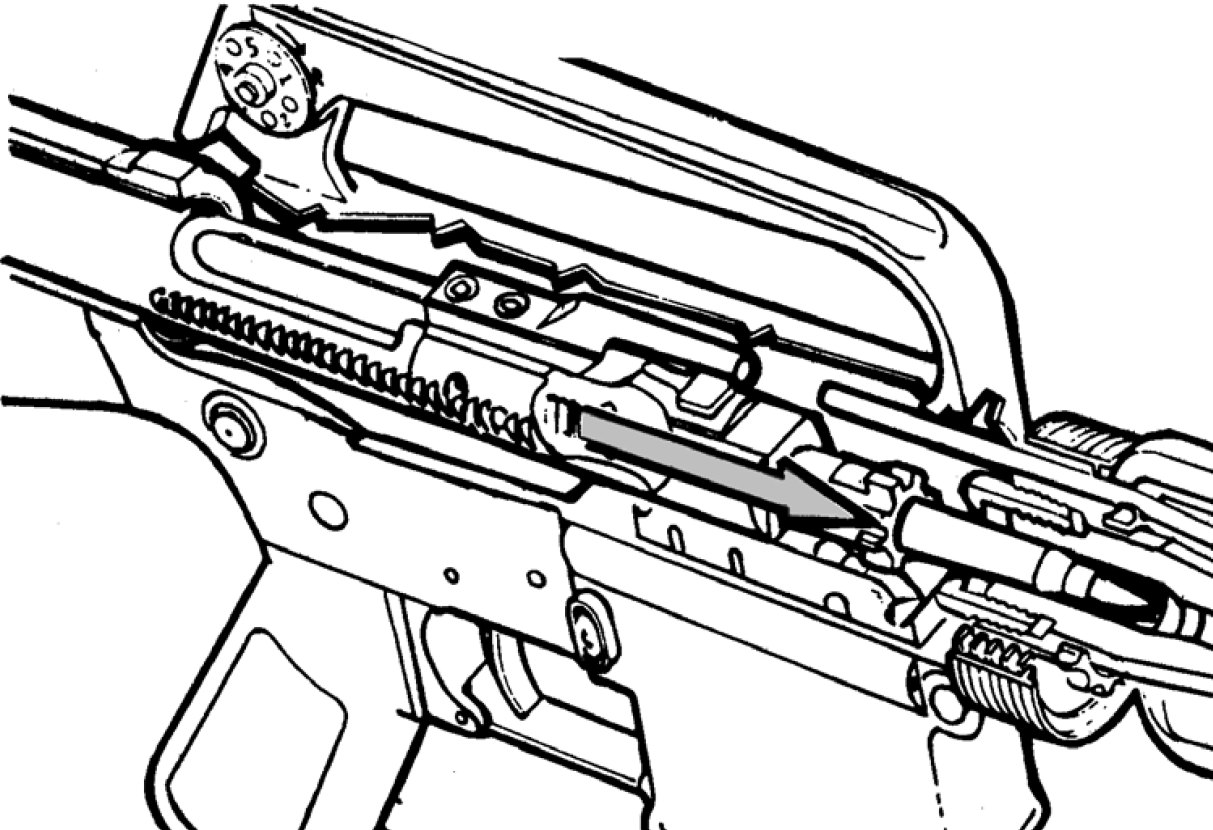
标注了枪膛位置的AR步枪的示意图

.223口径Wylde弹（英文：.223 Wylde chamber，缩写：.223 Wylde）是一款使用于步枪上的“野猫弹”（指没有批量生产的特种弹）。.223 Wylde弹的设计脱胎于5.56×45mm NATO弹，由于其精确改良过的尺寸设计而在NRA高功率竞赛中被广泛使用。

## 背景
1957年，在军用 .22 口径步枪及子弹的研究开发过程中，费尔柴尔德工业公司、雷明顿武器公司和美国大陆军司令部联合研制出了以 .222 雷明顿为基础的 .222 雷明顿特种弹（.222 Remington Special）。由于当时还有其他几种正在为民用步枪研发的 .222 口径子弹等待定型，为避免混淆，.222 雷明顿特种弹被重新命名为.223 雷明顿。1963年，.223 雷明顿正式被美国陆军定为标准的中间威力弹，即M193 型弹药。 
1972年，比利时埃斯塔勒国营工厂（FN）也为北约研制了一种新型制式弹药，即5.56×45mm NATO。5.56NATO弹基本基于美国陆军使用的 .223 雷明顿子弹而设计，但射程更远，威力更大。该弹药的首代型号在北约国家被命名为SS109 型弹药，后来在美国被冠名为M855 型弹药。 

## 尺寸
伊利诺伊州格林纳普的枪械师比尔·韦尔德（Bill Wylde）在比较了这两种子弹后，通过将步枪枪管的膛室进行改造设计他称之为.223 Wylde规格的枪弹。该口径枪弹的外部尺寸、入膛角与军用 5.56×45mm NATO子弹相同，唯坡膛直径被改为0.2240英寸（5.69 mm）。
.223 Wylde口径由于其在比赛中的突出表现，被很多制造商的赛级 AR-15 步枪定为了枪管和上机匣的标准出厂配置。

## 比较
.223 雷明顿子弹和5.56×45mm NATO子弹之间主要的尺寸差异在于5.56子弹弹膛的坡膛更长、（.223 雷明顿为 0.0566英寸（1.44 mm）；5.56×45mm NATO为0.0250英寸（0.64 mm）），直径更大 （.223 雷明顿为0.2265英寸（5.75 mm）；5.56×45mm NATO为0.2240英寸（5.69 mm））。坡膛是枪管中一段短而光滑的部分，位于枪膛之后，膛线的起点之前。